# Saison 1995 de la WTA
Vainqueurs des tournois majeurs
Résultats des tournois de tennis organisés par la WTA en 1995.

## Résumé de la saison
La saison 1995 de la Women's Tennis Association (WTA) marque le retour de Steffi Graf au tout premier plan, après une année 1994 en demi-teinte.
Si Mary Pierce s'impose aisément à l'Open d'Australie, Graf sort victorieuse des trois dernières levées du Grand Chelem, des Masters et de cinq autres tournois WTA. Défaite à seulement deux occasions, l'Allemande conclut la saison numéro un mondiale, loin devant ses concurrentes.
Monica Seles, absente depuis son agression en 1993, signe en août un retour très  convaincant : gagnant d'entrée l'Open du Canada, elle atteint ensuite la finale de l'US Open, battue par Graf in extremis.
Finaliste malheureuse à l'Open d'Australie, Roland-Garros et Wimbledon, Arantxa Sánchez remporte deux épreuves du tier II. Conchita Martínez (six titres) et Magdalena Maleeva (trois) réussissent l'une et l'autre la meilleure saison de leur carrière. 
La prodige Martina Hingis, à quatorze ans, joue et perd en finale à Hambourg. En octobre, Iva Majoli décroche ses deux premiers trophées.
En double, les paires G. Fernández-Zvereva et Sánchez-Novotná se partagent équitablement les quatre Majeurs.

## Organisation de la saison
Indépendamment des 4 tournois du Grand Chelem (organisés par l'ITF), la saison 1995 de la WTA se compose des tournois suivants :
- les tournois Tier I (8),
- les tournois Tier II (17),
- les tournois Tier III, Tier IV, Tier V (21)
- Les Masters de fin de saison

La saison 1995 compte donc 51 tournois.
À ce calendrier s'ajoute aussi l'épreuve par équipes nationales : la Fed Cup.

## Palmarès

### Simple
| No | Date       | Nom et lieu du tournoi                        | Catégorie | Dotation    | Surface         | Vainqueure         | Finaliste          | Score                   |         |
| -- | ---------- | --------------------------------------------- | --------- | ----------- | --------------- | ------------------ | ------------------ | ----------------------- | ------- |
| 1  | 02/01/1995 | Danamon Indonesia Open, Jakarta               | Tier III  | 161 250 $   | Dur (ext.)      | Sabine Hack        | Irina Spîrlea      | 2-6, 7-6, 6-4           | Tableau |
| 2  | 09/01/1995 | Schweppes Tasmanian Int'l Open, Hobart        | Tier IV   | 107 500 $   | Dur (ext.)      | Leila Meskhi       | Li Fang            | 6-2, 6-3                | Tableau |
| 3  | 09/01/1995 | Peters NSW Open, Sydney                       | Tier II   | 322 500 $   | Dur (ext.)      | Gabriela Sabatini  | Lindsay Davenport  | 6-3, 6-4                | Tableau |
| 4  | 16/01/1995 | Ford Australian Open, Melbourne               | G. Chelem | 2 738 000 $ | Dur (ext.)      | Mary Pierce        | Arantxa Sánchez    | 6-3, 6-2                | Tableau |
| 5  | 30/01/1995 | Amway Classic, Auckland                       | Tier IV   | 107 500 $   | Dur (ext.)      | Nicole Bradtke     | Ginger Helgeson    | 3-6, 6-2, 6-1           | Tableau |
| 6  | 30/01/1995 | Toray Pan Pacific Open, Tokyo                 | Tier I    | 806 250 $   | Moquette (int.) | Kimiko Date        | Lindsay Davenport  | 6-1, 6-2                | Tableau |
| 7  | 06/02/1995 | Ameritech Cup, Chicago                        | Tier II   | 430 000 $   | Moquette (int.) | Magdalena Maleeva  | Lisa Raymond       | 7-5, 7-6                | Tableau |
| 8  | 13/02/1995 | IGA Tennis Classic, Oklahoma City             | Tier III  | 161 250 $   | Dur (int.)      | Brenda Schultz     | Elena Likhovtseva  | 6-1, 6-2                | Tableau |
| 9  | 13/02/1995 | Open Gaz de France, Paris                     | Tier II   | 430 000 $   | Moquette (int.) | Steffi Graf        | Mary Pierce        | 6-2, 6-2                | Tableau |
| 10 | 20/02/1995 | EA-Generali Ladies, Linz                      | Tier III  | 161 250 $   | Moquette (int.) | Jana Novotná       | Barbara Rittner    | 6-7, 6-3, 6-4           | Tableau |
| 11 | 27/02/1995 | Puerto Rico Open, San Juan                    | Tier III  | 161 250 $   | Dur (ext.)      | Joannette Kruger   | Kyoko Nagatsuka    | 7-6, 6-3                | Tableau |
| 12 | 27/02/1995 | State Farm Evert Cup, Indian Wells            | Tier II   | 430 000 $   | Dur (ext.)      | Mary Joe Fernández | Natasha Zvereva    | 6-4, 6-3                | Tableau |
| 13 | 06/03/1995 | Winter Championships, Delray Beach            | Tier II   | 430 000 $   | Dur (ext.)      | Steffi Graf        | Conchita Martínez  | 6-2, 6-4                | Tableau |
| 14 | 17/03/1995 | The Lipton Championships, Miami               | Tier I    | 1 550 000 $ | Dur (ext.)      | Steffi Graf        | Kimiko Date        | 6-1, 6-4                | Tableau |
| 15 | 27/03/1995 | Family Circle Mag. Cup XXIII, Hilton Head     | Tier I    | 806 250 $   | Terre (ext.)    | Conchita Martínez  | Magdalena Maleeva  | 6-1, 6-1                | Tableau |
| 16 | 03/04/1995 | Bausch & Lomb Championships, Amelia Island    | Tier II   | 430 000 $   | Terre (ext.)    | Conchita Martínez  | Gabriela Sabatini  | 6-1, 6-4                | Tableau |
| 17 | 10/04/1995 | Japan Open, Tokyo                             | Tier III  | 161 250 $   | Dur (ext.)      | Amy Frazier        | Kimiko Date        | 7-6, 7-5                | Tableau |
| 18 | 10/04/1995 | Gallery Furniture Championships, Houston      | Tier II   | 430 000 $   | Terre (ext.)    | Steffi Graf        | Åsa Svensson       | 6-1, 6-1                | Tableau |
| 19 | 24/04/1995 | Croatian Ladies Open, Zagreb                  | Tier III  | 161 250 $   | Terre (ext.)    | Sabine Appelmans   | Silke Meier        | 6-4, 6-3                | Tableau |
| 20 | 24/04/1995 | Ford Int’l Championships of Spain, Barcelone  | Tier II   | 430 000 $   | Terre (ext.)    | Arantxa Sánchez    | Iva Majoli         | 5-7, 6-0, 6-2           | Tableau |
| 21 | 01/05/1995 | Citizen Cup, Hambourg                         | Tier II   | 430 000 $   | Terre (ext.)    | Conchita Martínez  | Martina Hingis     | 6-1, 6-0                | Tableau |
| 22 | 08/05/1995 | Prague Open, Prague                           | Tier IV   | 107 500 $   | Terre (ext.)    | Julie Halard       | Ludmila Richterová | 6-4, 6-4                | Tableau |
| 23 | 08/05/1995 | Italian Open, Rome                            | Tier I    | 806 250 $   | Terre (ext.)    | Conchita Martínez  | Arantxa Sánchez    | 6-3, 6-1                | Tableau |
| 24 | 15/05/1995 | Rover British Clay Court Champ's, Bournemouth | Tier IV   | 107 500 $   | Terre (ext.)    | Ludmila Richterová | Patricia Hy        | 6-7, 6-4, 6-3           | Tableau |
| 25 | 15/05/1995 | German Open, Berlin                           | Tier I    | 806 250 $   | Terre (ext.)    | Arantxa Sánchez    | Magdalena Maleeva  | 6-4, 6-1                | Tableau |
| 26 | 22/05/1995 | Internationaux de Strasbourg, Strasbourg      | Tier III  | 161 250 $   | Terre (ext.)    | Lindsay Davenport  | Kimiko Date        | 3-6, 6-1, 6-2           | Tableau |
| 27 | 29/05/1995 | Roland-Garros, Paris                          | G. Chelem | 3 963 100 $ | Terre (ext.)    | Steffi Graf        | Arantxa Sánchez    | 7-5, 4-6, 6-0           | Tableau |
| 28 | 12/06/1995 | DFS Classic, Birmingham                       | Tier III  | 161 250 $   | Gazon (ext.)    | Zina Garrison      | Lori McNeil        | 6-3, 6-3                | Tableau |
| 29 | 19/06/1995 | Direct Line Int’l Championships, Eastbourne   | Tier II   | 430 000 $   | Gazon (ext.)    | Nathalie Tauziat   | Chanda Rubin       | 3-6, 6-0, 7-5           | Tableau |
| 30 | 26/06/1995 | The Championships, Wimbledon                  | G. Chelem | 3 044 890 $ | Gazon (ext.)    | Steffi Graf        | Arantxa Sánchez    | 4-6, 6-1, 7-5           | Tableau |
| 31 | 10/07/1995 | Torneo Internazionale, Palerme                | Tier IV   | 107 500 $   | Terre (ext.)    | Irina Spîrlea      | Sabine Hack        | 7-6, 6-2                | Tableau |
| 32 | 24/07/1995 | Styrian Open, Maria Lankowitz                 | Tier IV   | 107 500 $   | Terre (ext.)    | Judith Wiesner     | Ruxandra Dragomir  | 7-6, 6-3                | Tableau |
| 33 | 31/07/1995 | Toshiba Tennis Classic, San Diego             | Tier II   | 430 000 $   | Dur (ext.)      | Conchita Martínez  | Lisa Raymond       | 6-2, 6-0                | Tableau |
| 34 | 07/08/1995 | Acura Classic, Manhattan Beach                | Tier II   | 430 000 $   | Dur (ext.)      | Conchita Martínez  | Chanda Rubin       | 4-6, 6-1, 6-3           | Tableau |
| 35 | 14/08/1995 | du Maurier Lté Open, Toronto                  | Tier I    | 806 250 $   | Dur (ext.)      | Monica Seles       | Amanda Coetzer     | 6-0, 6-1                | Tableau |
| 36 | 28/08/1995 | US Open, Flushing Meadows                     | G. Chelem | 4 271 000 $ | Dur (ext.)      | Steffi Graf        | Monica Seles       | 7-6, 0-6, 6-3           | Tableau |
| 37 | 11/09/1995 | TVA Cup Ladies Open, Nagoya                   | Tier IV   | 107 500 $   | Moquette (int.) | Linda Wild         | Sandra Kleinová    | 6-4, 6-2                | Tableau |
| 38 | 11/09/1995 | Warsaw Cup by Heros, Varsovie                 | Tier III  | 161 250 $   | Terre (ext.)    | Barbara Paulus     | Alexandra Fusai    | 7-6, 4-6, 6-1           | Tableau |
| 39 | 18/09/1995 | Moscow Ladies Open, Moscou                    | Tier III  | 161 250 $   | Moquette (int.) | Magdalena Maleeva  | Elena Makarova     | 6-4, 6-2                | Tableau |
| 40 | 18/09/1995 | Nichirei International Championships, Tokyo   | Tier II   | 430 000 $   | Dur (ext.)      | Mary Pierce        | Arantxa Sánchez    | 6-3, 6-3                | Tableau |
| 41 | 25/09/1995 | Nokia Open, Pékin                             | Tier IV   | 107 500 $   | Dur (ext.)      | Linda Wild         | Wang Shi-Ting      | 7-5, 6-2                | Tableau |
| 42 | 25/09/1995 | Sparkassen Cup, Leipzig                       | Tier II   | 430 000 $   | Moquette (int.) | Anke Huber         | Magdalena Maleeva  | Forfait                 | Tableau |
| 43 | 02/10/1995 | Wismilak Open, Surabaya                       | Tier IV   | 107 500 $   | Dur (ext.)      | Wang Shi-Ting      | Yi Jingqian        | 6-1, 6-1                | Tableau |
| 44 | 02/10/1995 | European Indoors, Zurich                      | Tier I    | 806 250 $   | Moquette (int.) | Iva Majoli         | Mary Pierce        | 6-4, 6-4                | Tableau |
| 45 | 09/10/1995 | Porsche Tennis GP, Filderstadt                | Tier II   | 430 000 $   | Dur (int.)      | Iva Majoli         | Gabriela Sabatini  | 6-4, 7-6                | Tableau |
| 46 | 16/10/1995 | Brighton International, Brighton              | Tier II   | 430 000 $   | Moquette (int.) | Mary Joe Fernández | Amanda Coetzer     | 6-4, 7-5                | Tableau |
| 47 | 30/10/1995 | Challenge Bell, Québec                        | Tier III  | 161 250 $   | Moquette (int.) | Brenda Schultz     | Dominique Monami   | 7-6, 6-2                | Tableau |
| 48 | 30/10/1995 | Bank of the West Classic, Oakland             | Tier II   | 430 000 $   | Moquette (int.) | Magdalena Maleeva  | Ai Sugiyama        | 6-3, 6-4                | Tableau |
| 49 | 06/11/1995 | Advanta Championships, Philadelphie           | Tier I    | 806 250 $   | Moquette (int.) | Steffi Graf        | Lori McNeil        | 6-1, 4-6, 6-3           | Tableau |
| 50 | 13/11/1995 | Volvo Open, Pattaya                           | Tier IV   | 107 500 $   | Dur (ext.)      | Barbara Paulus     | Yi Jingqian        | 6-4, 6-3                | Tableau |
| 51 | 13/11/1995 | WTA Tour Championships, New York              | Masters   | 2 000 000 $ | Moquette (int.) | Steffi Graf        | Anke Huber         | 6-1, 2-6, 6-1, 4-6, 6-3 | Tableau |

### Double
| No | Date       | Nom et lieu du tournoi                       | Catégorie | Dotation    | Surface         | Vainqueures                          | Finalistes                          | Score          |         |
| -- | ---------- | -------------------------------------------- | --------- | ----------- | --------------- | ------------------------------------ | ----------------------------------- | -------------- | ------- |
| 1  | 02/01/1995 | Danamon Indonesia Open Jakarta               | Tier III  | 161 250 $   | Dur (ext.)      | Claudia Porwik Irina Spîrlea         | Laurence Courtois Nancy Feber       | 6-2, 6-3       | Tableau |
| 2  | 09/01/1995 | Schweppes Tasmanian Int'l Open Hobart        | Tier IV   | 107 500 $   | Dur (ext.)      | Kyoko Nagatsuka Ai Sugiyama          | Manon Bollegraf Larisa Neiland      | 2-6, 6-4, 6-2  | Tableau |
| 3  | 09/01/1995 | Peters NSW Open Sydney                       | Tier II   | 322 500 $   | Dur (ext.)      | Lindsay Davenport Jana Novotná       | Patty Fendick Mary Joe Fernández    | 7-5, 2-6, 6-4  | Tableau |
| 4  | 16/01/1995 | Ford Australian Open Melbourne               | G. Chelem | 2 738 000 $ | Dur (ext.)      | Jana Novotná Arantxa Sánchez         | Gigi Fernández Natasha Zvereva      | 6-3, 6-73, 6-4 | Tableau |
| 5  | 30/01/1995 | Amway Classic Auckland                       | Tier IV   | 107 500 $   | Dur (ext.)      | Jill Hetherington Elna Reinach       | Laura Golarsa Caroline Vis          | 7-6, 6-2       | Tableau |
| 6  | 30/01/1995 | Toray Pan Pacific Open Tokyo                 | Tier I    | 806 250 $   | Moquette (int.) | Gigi Fernández Natasha Zvereva       | Lindsay Davenport Rennae Stubbs     | 6-0, 6-3       | Tableau |
| 7  | 06/02/1995 | Ameritech Cup Chicago                        | Tier II   | 430 000 $   | Moquette (int.) | Gabriela Sabatini Brenda Schultz     | Tami Whitlinger Marianne Werdel     | 5-7, 7-6, 6-4  | Tableau |
| 8  | 13/02/1995 | IGA Tennis Classic Oklahoma City             | Tier III  | 161 250 $   | Dur (int.)      | Nicole Arendt Laura Golarsa          | Katrina Adams Brenda Schultz        | 6-4, 6-3       | Tableau |
| 9  | 13/02/1995 | Open Gaz de France Paris                     | Tier II   | 430 000 $   | Moquette (int.) | Meredith McGrath Larisa Neiland      | Manon Bollegraf Rennae Stubbs       | 6-4, 6-1       | Tableau |
| 10 | 20/02/1995 | EA-Generali Ladies Linz                      | Tier III  | 161 250 $   | Moquette (int.) | Meredith McGrath Nathalie Tauziat    | Iva Majoli Petra Ritter             | 6-1, 6-2       | Tableau |
| 11 | 27/02/1995 | Puerto Rico Open San Juan                    | Tier III  | 161 250 $   | Dur (ext.)      | Karin Kschwendt Rene Simpson         | Laura Golarsa Linda Wild            | 6-2, 0-6, 6-4  | Tableau |
| 12 | 27/02/1995 | State Farm Evert Cup Indian Wells            | Tier II   | 430 000 $   | Dur (ext.)      | Lindsay Davenport Lisa Raymond       | Larisa Neiland Arantxa Sánchez      | 2-6, 6-4, 6-3  | Tableau |
| 13 | 06/03/1995 | Winter Championships Delray Beach            | Tier II   | 430 000 $   | Dur (ext.)      | Mary Joe Fernández Jana Novotná      | Lori McNeil Larisa Neiland          | 6-4, 6-0       | Tableau |
| 14 | 17/03/1995 | The Lipton Championships Miami               | Tier I    | 1 550 000 $ | Dur (ext.)      | Jana Novotná Arantxa Sánchez         | Gigi Fernández Natasha Zvereva      | 7-5, 2-6, 6-3  | Tableau |
| 15 | 27/03/1995 | Family Circle Mag. Cup XXIII Hilton Head     | Tier I    | 806 250 $   | Terre (ext.)    | Nicole Arendt Manon Bollegraf        | Gigi Fernández Natasha Zvereva      | 0-6, 6-3, 6-4  | Tableau |
| 16 | 03/04/1995 | Bausch & Lomb Championships Amelia Island    | Tier II   | 430 000 $   | Terre (ext.)    | Amanda Coetzer Inés Gorrochategui    | Nicole Arendt Manon Bollegraf       | 6-2, 3-6, 6-2  | Tableau |
| 17 | 10/04/1995 | Japan Open Tokyo                             | Tier III  | 161 250 $   | Dur (ext.)      | Miho Saeki Yuka Yoshida              | Kyoko Nagatsuka Ai Sugiyama         | 6-7, 6-4, 7-6  | Tableau |
| 18 | 10/04/1995 | Gallery Furniture Championships Houston      | Tier II   | 430 000 $   | Terre (ext.)    | Nicole Arendt Manon Bollegraf        | Wiltrud Probst Rene Simpson         | 6-4, 6-2       | Tableau |
| 19 | 24/04/1995 | Croatian Ladies Open Zagreb                  | Tier III  | 161 250 $   | Terre (ext.)    | Mercedes Paz Rene Simpson            | Laura Golarsa Irina Spîrlea         | 7-5, 6-2       | Tableau |
| 20 | 24/04/1995 | Ford Int’l Championships of Spain Barcelone  | Tier II   | 430 000 $   | Terre (ext.)    | Larisa Neiland Arantxa Sánchez       | Mariaan de Swardt Iva Majoli        | 7-5, 4-6, 7-5  | Tableau |
| 21 | 01/05/1995 | Citizen Cup Hambourg                         | Tier II   | 430 000 $   | Terre (ext.)    | Gigi Fernández Martina Hingis        | Conchita Martínez Patricia Tarabini | 6-2, 6-3       | Tableau |
| 22 | 08/05/1995 | Prague Open Prague                           | Tier IV   | 107 500 $   | Terre (ext.)    | Linda Wild Chanda Rubin              | Maria Lindström Maria Strandlund    | 6-7, 6-3, 6-2  | Tableau |
| 23 | 08/05/1995 | Italian Open Rome                            | Tier I    | 806 250 $   | Terre (ext.)    | Gigi Fernández Natasha Zvereva       | Conchita Martínez Patricia Tarabini | 3-6, 7-6, 6-4  | Tableau |
| 24 | 15/05/1995 | Rover British Clay Court Champ's Bournemouth | Tier IV   | 107 500 $   | Terre (ext.)    | Mariaan de Swardt Ruxandra Dragomir  | Kerry-Anne Guse Patricia Hy         | 6-3, 7-5       | Tableau |
| 25 | 15/05/1995 | German Open Berlin                           | Tier I    | 806 250 $   | Terre (ext.)    | Amanda Coetzer Inés Gorrochategui    | Larisa Neiland Gabriela Sabatini    | 4-6, 7-6, 6-2  | Tableau |
| 26 | 22/05/1995 | Internationaux de Strasbourg Strasbourg      | Tier III  | 161 250 $   | Terre (ext.)    | Lindsay Davenport Mary Joe Fernández | Sabine Appelmans Miriam Oremans     | 6-2, 6-3       | Tableau |
| 27 | 24/05/1995 | World Doubles Cup Édimbourg                  |           | 188 125 $   | Terre (ext.)    | Meredith McGrath Larisa Neiland      | Manon Bollegraf Rennae Stubbs       | 6-2, 7-6       | Tableau |
| 28 | 29/05/1995 | Roland-Garros Paris                          | G. Chelem | 3 963 100 $ | Terre (ext.)    | Gigi Fernández Natasha Zvereva       | Jana Novotná Arantxa Sánchez        | 6-76, 6-4, 7-5 | Tableau |
| 29 | 12/06/1995 | DFS Classic Birmingham                       | Tier III  | 161 250 $   | Gazon (ext.)    | Manon Bollegraf Rennae Stubbs        | Nicole Bradtke Kristine Radford     | 3-6, 6-4, 6-4  | Tableau |
| 30 | 19/06/1995 | Direct Line Int’l Championships Eastbourne   | Tier II   | 430 000 $   | Gazon (ext.)    | Jana Novotná Arantxa Sánchez         | Gigi Fernández Natasha Zvereva      | 0-6, 6-3, 6-4  | Tableau |
| 31 | 26/06/1995 | The Championships Wimbledon                  | G. Chelem | 3 044 890 $ | Gazon (ext.)    | Jana Novotná Arantxa Sánchez         | Gigi Fernández Natasha Zvereva      | 5-7, 7-5, 6-4  | Tableau |
| 32 | 10/07/1995 | Torneo Internazionale Palerme                | Tier IV   | 107 500 $   | Terre (ext.)    | Radka Bobková Petra Langrová         | Petra Ritter Katarína Studeníková   | 6-4, 6-1       | Tableau |
| 33 | 24/07/1995 | Styrian Open Maria Lankowitz                 | Tier IV   | 107 500 $   | Terre (ext.)    | Silvia Farina Andrea Temesvári       | Alexandra Fusai Wiltrud Probst      | 6-2, 6-2       | Tableau |
| 34 | 31/07/1995 | Toshiba Tennis Classic San Diego             | Tier II   | 430 000 $   | Dur (ext.)      | Gigi Fernández Natasha Zvereva       | Alexia Dechaume Sandrine Testud     | 6-2, 6-1       | Tableau |
| 35 | 07/08/1995 | Acura Classic Manhattan Beach                | Tier II   | 430 000 $   | Dur (ext.)      | Gigi Fernández Natasha Zvereva       | Larisa Neiland Gabriela Sabatini    | 7-5, 6-7, 7-5  | Tableau |
| 36 | 14/08/1995 | du Maurier Lté Open Toronto                  | Tier I    | 806 250 $   | Dur (ext.)      | Gabriela Sabatini Brenda Schultz     | Martina Hingis Iva Majoli           | 4-6, 6-0, 6-3  | Tableau |
| 37 | 28/08/1995 | US Open Flushing Meadows                     | G. Chelem | 4 271 000 $ | Dur (ext.)      | Gigi Fernández Natasha Zvereva       | Brenda Schultz Rennae Stubbs        | 7-5, 6-3       | Tableau |
| 38 | 11/09/1995 | TVA Cup Ladies Open Nagoya                   | Tier IV   | 107 500 $   | Moquette (int.) | Kerry-Anne Guse Kristine Radford     | Rika Hiraki Park Sung-hee           | 6-4, 6-4       | Tableau |
| 39 | 11/09/1995 | Warsaw Cup by Heros Varsovie                 | Tier III  | 161 250 $   | Terre (ext.)    | Sandra Cecchini Laura Garrone        | Henrieta Nagyová Denisa Szabová     | 5-7, 6-2, 6-3  | Tableau |
| 40 | 18/09/1995 | Moscow Ladies Open Moscou                    | Tier III  | 161 250 $   | Moquette (int.) | Meredith McGrath Larisa Neiland      | Anna Kournikova Aleksandra Olsza    | 6-1, 6-0       | Tableau |
| 41 | 18/09/1995 | Nichirei International Championships Tokyo   | Tier II   | 430 000 $   | Dur (ext.)      | Lindsay Davenport Mary Joe Fernández | Amanda Coetzer Linda Wild           | 6-3, 6-2       | Tableau |
| 42 | 25/09/1995 | Nokia Open Pékin                             | Tier IV   | 107 500 $   | Dur (ext.)      | Claudia Porwik Linda Wild            | Stephanie Rottier Wang Shi-Ting     | 6-1, 6-0       | Tableau |
| 43 | 25/09/1995 | Sparkassen Cup Leipzig                       | Tier II   | 430 000 $   | Moquette (int.) | Larisa Neiland Meredith McGrath      | Brenda Schultz Caroline Vis         | 6-4, 6-4       | Tableau |
| 44 | 02/10/1995 | Wismilak Open Surabaya                       | Tier IV   | 107 500 $   | Dur (ext.)      | Petra Kamstra Tina Križan            | Nana Miyagi Stephanie Reece         | 2-6, 6-4, 6-1  | Tableau |
| 45 | 02/10/1995 | European Indoors Zurich                      | Tier I    | 806 250 $   | Moquette (int.) | Nicole Arendt Manon Bollegraf        | Chanda Rubin Caroline Vis           | 6-4, 6-7, 6-4  | Tableau |
| 46 | 09/10/1995 | Porsche Tennis GP Filderstadt                | Tier II   | 430 000 $   | Dur (int.)      | Gigi Fernández Natasha Zvereva       | Meredith McGrath Larisa Neiland     | 5-7, 6-1, 6-4  | Tableau |
| 47 | 16/10/1995 | Brighton International Brighton              | Tier II   | 430 000 $   | Moquette (int.) | Meredith McGrath Larisa Neiland      | Lori McNeil Helena Suková           | 7-5, 6-1       | Tableau |
| 48 | 30/10/1995 | Challenge Bell Québec                        | Tier III  | 161 250 $   | Moquette (int.) | Nicole Arendt Manon Bollegraf        | Lisa Raymond Rennae Stubbs          | 7-6, 4-6, 6-2  | Tableau |
| 49 | 30/10/1995 | Bank of the West Classic Oakland             | Tier II   | 430 000 $   | Moquette (int.) | Lori McNeil Helena Suková            | Katrina Adams Zina Garrison         | 3-6, 6-4, 6-3  | Tableau |
| 50 | 06/11/1995 | Advanta Championships Philadelphie           | Tier I    | 806 250 $   | Moquette (int.) | Lori McNeil Helena Suková            | Meredith McGrath Larisa Neiland     | 4-6, 6-3, 6-4  | Tableau |
| 51 | 13/11/1995 | Volvo Open Pattaya                           | Tier IV   | 107 500 $   | Dur (ext.)      | Jill Hetherington Kristine Radford   | Kristin Godridge Nana Miyagi        | 2-6, 6-4, 6-3  | Tableau |
| 52 | 13/11/1995 | WTA Tour Championships New York              | Masters   | 2 000 000 $ | Moquette (int.) | Jana Novotná Arantxa Sánchez         | Gigi Fernández Natasha Zvereva      | 6-2, 6-1       | Tableau |

### Double mixte
| No | Date       | Nom et lieu du tournoi         | Catégorie | Dotation    | Surface      | Vainqueures                        | Finalistes                        | Score           |         |
| -- | ---------- | ------------------------------ | --------- | ----------- | ------------ | ---------------------------------- | --------------------------------- | --------------- | ------- |
| 1  | 31/12/1994 | Hyundai Hopman Cup VII Perth   | ITF       | NC          | Dur (int.)   | Anke Huber Boris Becker            | Natalia Medvedeva Andreï Medvedev | 3 matchs à 0    | Tableau |
| 2  | 16/01/1995 | Ford Australian Open Melbourne | G. Chelem | 2 738 000 $ | Dur (ext.)   | Natasha Zvereva Rick Leach         | Gigi Fernández Cyril Suk          | 7-64, 6-73, 6-4 | Tableau |
| 3  | 29/05/1995 | Roland-Garros Paris            | G. Chelem | 3 963 100 $ | Terre (ext.) | Larisa Neiland Mark Woodforde      | Jill Hetherington J. de Jager     | 7-68, 7-64      | Tableau |
| 4  | 26/06/1995 | The Championships Wimbledon    | G. Chelem | 3 044 890 $ | Gazon (ext.) | Martina Navrátilová Jonathan Stark | Gigi Fernández Cyril Suk          | 6-4, 6-4        | Tableau |
| 5  | 28/08/1995 | US Open Flushing Meadows       | G. Chelem | 4 271 000 $ | Dur (ext.)   | Meredith McGrath Matt Lucena       | Gigi Fernández Cyril Suk          | 6-4, 6-4        | Tableau |

## Classements de fin de saison
| Rang | Joueuse                  |
| ---- | ------------------------ |
| 1    | Steffi Graf Monica Seles |
| 2    | Conchita Martínez        |
| 3    | Arantxa Sánchez          |
| 4    | Kimiko Date              |
| 5    | Mary Pierce              |
| 6    | Magdalena Maleeva        |
| 7    | Gabriela Sabatini        |
| 8    | Mary Joe Fernández       |
| 9    | Iva Majoli               |
| 10   | Anke Huber               |
| 11   | Jana Novotná             |
| 12   | Lindsay Davenport        |
| 13   | Brenda Schultz           |
| 14   | Natasha Zvereva          |
| 15   | Chanda Rubin             |
| 16   | Martina Hingis           |
| 17   | Naoko Sawamatsu          |
| 18   | Amy Frazier              |
| 19   | Amanda Coetzer           |
| 20   | Lisa Raymond             |

| Rang | Joueuse            |
| ---- | ------------------ |
| 1    | Arantxa Sánchez    |
| 2    | Jana Novotná       |
| 3    | Gigi Fernández     |
| 4    | Natasha Zvereva    |
| 5    | Larisa Neiland     |
| 6    | Lindsay Davenport  |
| 7    | Meredith McGrath   |
| 8    | Manon Bollegraf    |
| 9    | Helena Suková      |
| 10   | Mary Joe Fernández |
| 11   | Nicole Arendt      |
| 12   | Brenda Schultz     |
| 13   | Gabriela Sabatini  |
| 14   | Rennae Stubbs      |
| 15   | Lori McNeil        |
| 16   | Lisa Raymond       |
| 17   | Conchita Martínez  |
| 18   | Pam Shriver        |
| 19   | Patty Fendick      |
| 20   | Nathalie Tauziat   |

## Fed Cup
| Date     | Lieu                   | Surf.        | Vainqueur                                                      | Finaliste                                                        | Score |         |
| 25/11/95 | Valence, Valencia T.C. | Terre (ext.) | Conchita Martínez Virginia Ruano Arantxa Sánchez María Sánchez | Chanda Rubin Lindsay Davenport Mary Joe Fernández Gigi Fernández | 3-2   | Tableau |

## Sources
- (en) WTA Tour : site officiel
- (en) [PDF] WTA Tour : palmarès complet 1971-2011
- (en) [PDF] « WTA Tour : prize money leaders 1995 (au 25/12/1995) »(Archive.org • Wikiwix • Archive.is • Google • Que faire ?)